# نامه‌نگاری‌های باراک اوباما و سید علی خامنه‌ای
نامه‌های اوباما به خامنه‌ای، نامه‌هایی مستقیم و محرمانه هستند که باراک اوباما رئیس‌جمهور آمریکا به سید علی خامنه‌ای رهبر ایران فرستاده‌است و هدف آن‌ها ترغیب خامنه‌ای به مذاکره است. علی شمخانی نماینده رهبر ایران و دبیر شورای عالی امنیت ملی ایران ۲۱ آبان ۱۳۹۳ تأیید کرد کشورش به بعضی از نامه‌های باراک اوباما به رهبر ایران که عمدتاً بر مسئله برنامه اتمی ایران متمرکز بوده پاسخ داده‌است. این اولین بار بود که ایران چنین مکاتبه‌ای با رئیس‌جمهور آمریکا را تأیید کرد. پیش از آن نیز رسانه‌های داخلی و خارجی از نامه‌های باراک اوباما به خامنه‌ای خبر داده بودند که در یک مورد حسن فیروزآبادی، رئیس ستاد کل نیروهای مسلح جمهوری اسلامی ایران آن‌ها را تأیید کرد و نشانه واقع‌بینی دولت آمریکا خواند.

## نامه‌های اوباما به خامنه‌ای
نامه اول اردیبهشت ۸۸ فرستاده شده و اولین اشاره به این نامه در نماز جمعه تاریخی خامنه‌ای در ۲۹ خرداد ۱۳۸۸ پس از آغاز اعتراضات سال ۱۳۸۸ انجام گرفت. در همان روزها سی‌ان‌ان گزارش کرد که دست کم تا آن موقع رهبر ایران پاسخی به نامه باراک اوباما نداده بود.
نامه دوم شهریور ۱۳۸۸ ارسال شد. این نامه پس از تحلیف و تنفیذ محمود احمدی‌نژاد و با فروکش کردن نسبی اعتراضات فرستاده شده بود و وبگاه تابناک آن را گزارش داد. اوباما در آن نامه خواهان همکاری بهتر دو کشور شده بود. حدود دو ماه بعد خامنه‌ای دوباره اشاره‌ای به نامه‌های باراک اوباما کرد.
نامه سوم دی ۹۰ فرستاده شد. علی مطهری، نماینده مجلس، اواخر دی ۱۳۹۰ در گفتگو با خبرگزاری فارس از نامه سوم باراک اوباما به رهبر ایران خبر داد. نامه سوم زمانی ارسال شده بود که مذاکرات هسته‌ای میان ایران و قدرت‌های جهان عملاً به بن‌بست رسیده و تنها توافق دو طرف در هر نشست بر سر زمان و مکان نشست بعدی بود.
بحث تحریم نفت ایران از اوایل دی ماه ۱۳۹۰ در اتحادیه اروپا جدی شده بود و برخی مقام‌های ایرانی تهدید می‌کردند که در صورت عملی شدن تحریم نفت، ایران با بستن تنگه هرمز جریان صادرات نفت خلیج فارس را به کلی قطع خواهد کرد. باراک اوباما در نامه سوم خود نوشته بود بستن تنگه هرمز خط قرمز ما است.
نامه چهارم نوامبر ۲۰۱۴ در آستانه ضرب‌الاجل مذاکرات هسته‌ای ایران و گروه پنج به علاوه یک فرستاده شد. برخلاف سه نامه قبلی که خبر ارسالشان نخست از طرف منابع ایرانی اعلام شده بود، این دفعه رسانه‌ای آمریکایی به نام وال استریت ژورنال خبر این نامه را منتشر کرد. باراک اوباما در این نامه به منافع مشترک ایران و آمریکا اشاره کرده و مطالبی دربارهٔ حملات آمریکا علیه گروه موسوم به دولت اسلامی (داعش) گفته بود.
انتشار گزارش‌های مربوط به نامه چهارم، واکنش شدید محافظه‌کاران آمریکا را در پی داشت. جان مک‌کین و لیندسی گراهام، سناتورهای جمهوری‌خواه و از منتقدان سرسخت باراک اوباما، در واکنش به این نامه آن را شرم‌آور خواندند. همچنین مایک راجرز، رئیس کمیته اطلاعات مجلس نمایندگان آمریکا در گفتگو با شبکه ام‌اس‌ان‌بی‌سی تصریح کرد: «به شما می‌گویم که [ارسال این نامه به رهبر ایران] مایه ایجاد مشکلات واقعی با شرکای سُنی عضو اتحادیه کشورهای عرب خواهد شد که در نبرد علیه گروه حکومت اسلامی همراه ما هستند.»

اوباما در واکنش به سؤال شبکه تلویزیونی سی‌بی‌اس دربارهٔ نامه چهارم گفته‌است:
ترجیح می‌دهم دربارهٔ ارتباطاتم با سران کشورهای مختلف جهان صحبت نکنم. من روش‌های مختلف و زیادی برای ارتباط برقرار کردن با سران مختلف جهان دارم.

## نامه‌های خامنه‌ای به اوباما
۲۵ بهمن ۱۳۹۳ روزنامه وال استریت ژورنال از ارسال نامه‌ای از سوی سید علی خامنه‌ای، رهبر ایران، به باراک اوباما، رئیس‌جمهور آمریکا خبر داد. وال استریت ژورنال از یک دیپلمات ایرانی نقل کرده که این نامه در هفته‌های اخیر (فوریه ۲۰۱۵) نوشته شده و در پاسخ به نامه‌ای است که باراک اوباما در ماه اکتبر به خامنه‌ای نوشته بود و در آن در مورد امکان همکاری آمریکا و ایران در جنگ با داعش در صورت حصول توافق هسته‌ای میان دو کشور صحبت کرده بود. این دیپلمات گفته‌است که نامه رهبر ایران «محترمانه» بوده اما هیچگونه تعهد و قولی در برنداشته‌است.